# Pietra-di-Verde
Pietra-di-Verde (korziško A Petra di Verde) je naselje in občina v francoskem departmaju Haute-Corse regije - otoka Korzika. Leta 1999 je naselje imelo 115 prebivalcev.

## Geografija
Kraj leži v vzhodnem delu otoka Korzike ob robu naravnega regijskega parka Korzike, 66 km južno od središča Bastie.

## Uprava
Občina Pietra-di-Verde skupaj s sosednjimi občinami Aléria, Ampriani, Campi, Canale-di-Verde, Chiatra, Linguizzetta, Matra, Moïta, Pianello, Tallone, Tox, Zalana in Zuani sestavlja kanton Moïta-Verde s sedežem v Moïti. Kanton je sestavni del okrožja Corte.

## Zanimivosti
- kapela sv. Pankracija iz 11. stoletja,
- baročna cerkev sv. Elije iz 18. stoletja, z 38 metrov visokim petnadstropnim zvonikom.